# ورژ پارسادانیان
ورژ خاچاطوری پارسادانیان (ارمنی: Վրեժ Խաչատուրի Փարսադանյան؛ انگلیسی: Vrezh Parsadaniyan؛ ۱۹۴۵) فارسی‌پژوه و شرق‌شناس اهل ارمنستان است.

## زندگی‌نامه
وی در ۱۹۴۵ در تهران به دنیا آمد وی، پس از آن‌که دوره‌های دبستان و دبیرستان را در تهران به پایان برد، به ارمنستان کوچید و در دانشگاه دولتی ایروان در رشتهٔ شرق‌شناسی به تحصیل سرگرم شد. در ۱۹۶۸م در رشتهٔ زبان و ادبیات فارسی از همان دانشگاه دانشنامهٔ کارشناسی ارشد گرفت. چندی دبیر دبیرستان‌های شمارهٔ ۵۹ و ۷۸ ایروان بود. پس از آن به معاونت چاپخانهٔ شمارهٔ یک ایروان رسید. چون زبان فارسی به خوبی می‌داند، یک چند مترجم کارشناسان روسی در افغانستان بود. پس از بازگشت به ارمنستان به استادی دانشکدهٔ داوید آنهاخت، دانشکدهٔ تربیت معلم، دانشکدهٔ دولتی زبان‌های خارجی بروسوف و دانشگاه هراچیا آجاریان برگزیده شد. پس از آن، ریاست کرسی زبان‌های خارجی، معاونت دانشکدهٔ خاورشناسی و زبان‌های اروپایی همان دانشکده را عهده‌دار شد. 
وی مؤلف کتاب‌های درسی بوده است. از آثارش:
- فرهنگ راهنما برای مترجمان تازه‌کار (کابل، ۱۹۷۹م)
- فرهنگ تکمیلی فارسی-دری و درسی-فارسی
- فرهنگ مختصر اقتصادی روسی-دری فرهنگ هزار واژهٔ رایج ارمنی به فارسی
- فرهنگ فارسی-دری-ارمنی و دری-فارسی-ارمنی
- فرهنگ فارسی-دری-روسی و دری-فارسی-روسی
- فرهنگ فارسی-دری-انگلیسی و -دری-فارسی-انگلیسی
- فرهنگ بازرگانی ارمنی-فارسی
- مردم شوروی و نمایندگان آن‌ها